# Rederi AB Rex

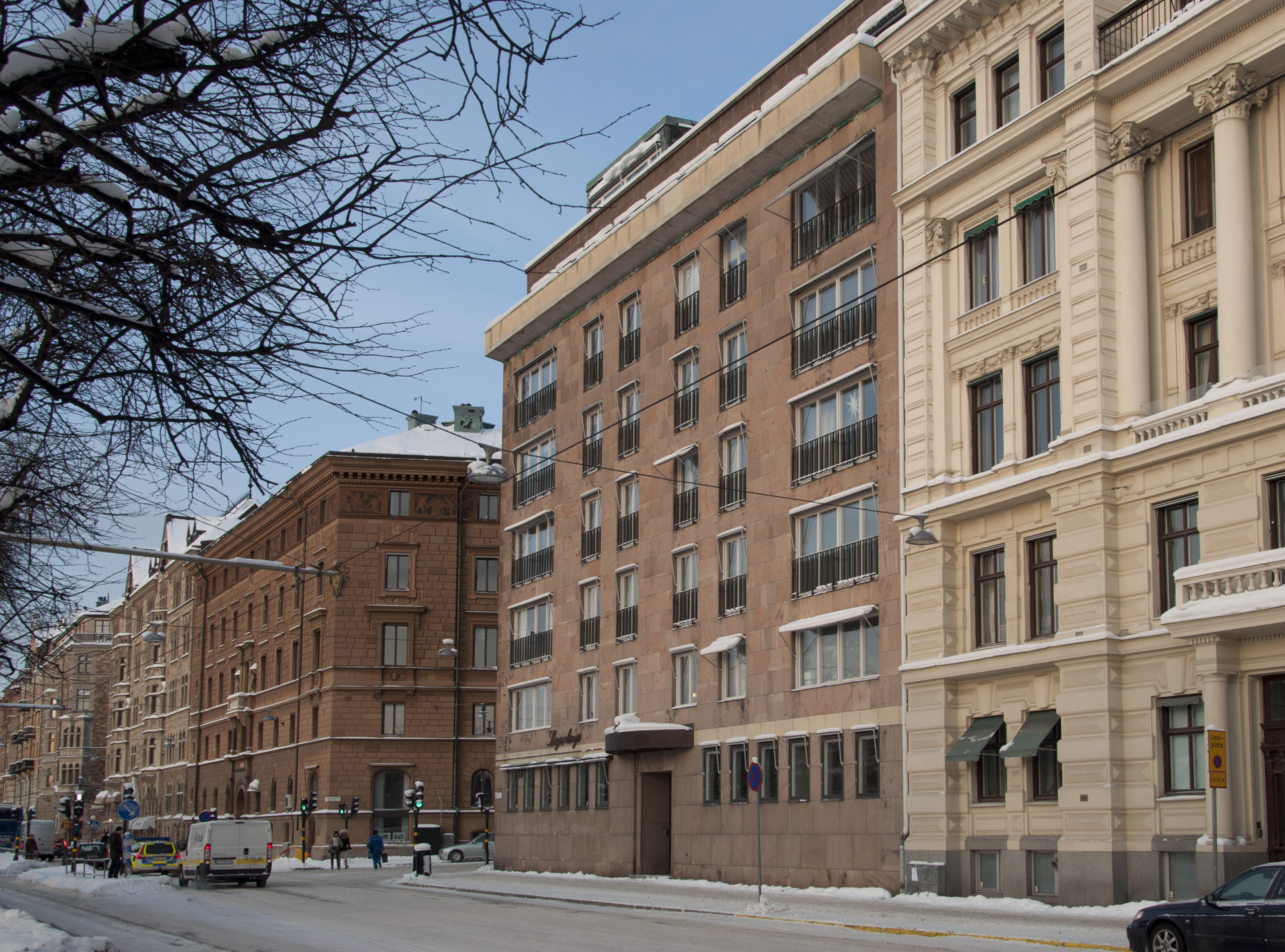
Rex-koncernens tidigare huvudkontor på Strandvägen 23

Rederi AB Rex (Rex-rederierna), var två svenska rederier.

## Första bolaget
Rederiaktiebolaget Rex grundades 1903 av Waldemar Beijer i Stockholm med syftet att bedriva malmfrakt. Två ångare inköptes, Nord och Drott och då bolaget 1917 köptes upp av Rederi AB Transatlantic och likviderades hade det sammanlagt innhehaft fyra fartyg.

## Andra bolaget
Med i huvudsak samma intressenter som tidigare bildades 1923 ett andra Rederi AB Rex i Stockholm. Det var åter Waldemar Beijer i kolfirman G. & L. Beijer, Import- och Export AB som var den främste initiativtagaren. Verkställande direktör 1923-1949 var Knut Malkolm Källström, som vid sin död efterträddes av sönerna Ragnar och K. Gunnar.
Affärsidén var som tidigare främst att bedriva malmtransporter och under efterkrigstiden även tankfart. Till en början bestod frakterna mest av trä och trämassa till Storbritannien och kontinenten samt kol och koks på hemresorna. De första årens dåliga konjunkturer medförde att man fick jaga frakter var helst de fanns att få. Då konjunkturen förbättrades i slutet av 1920-talet kunde man inköpa mer tonnage så att flottan 1930 uppgick till 21980 dwt. Från 1933 övergick man till att i huvudsak ha malm som utgående gods. Rederiet köpte till stor del in begagnat tonnage och hade långt in på 1950-talet ångfartyg i drift. 
Under andra världskriget drabbades Rex av stora förluster. Vid krigsutbrottet bestod flottan av femton fartyg med sammanlagt 65085 dwt. Sex av de fartygen, om tillsammans 26650 dwt, krigsförliste och tolv besättningsmän omkom. Redan under krigsåren anskaffades tre nya fartyg om 16500 dwt och tre äldre ångare om 9410 dwt. Vid krigsslutet hade Rex en flotta på tolv fartyg om sammanlagt  
47845 dwt. Under 1950-talet köptes mest andrahandstonnage, men senare gjordes flera nybeställningar.
Thordén Lines AB i Uddevalla gick i konkurs och Rex köpte 1965 upp återstoden. Man bildade samma år koncernen Transoil tillsammans med ett Göteborgsrederi. I början av 1967 köptes emellertid Rex upp av Salénrederierna, som en tid bibehöll rederinamnet Rex, men även det försvann då Saléns 1975 genomförde en omorganisation.

### Övriga bolag
- 1965 - Gemensam koncern med Transoil.
- 1966 - Tillsammans med Transoil bildades Tor Line.

## Skeppslista för det andra bolaget
| Fartyg   | Byggt | Varv                 | I tjänst  | Typ             | Dödvikt | Notering |
| -------- | ----- | -------------------- | --------- | --------------- | ------- | --- |
| Aspö     | 1920  | Kalmar               | 1923-1953 | Ångfartyg       | 2200    | F.d. Fylgia. Inköpt 1923. Förlist 1953 och blev vrak. |
| Ornö     | 1924  | Kockums              | 1924-1926 | Ångfartyg       | 2525    | Förliste utanför Huvudskär och blev vrak. |
| Elgö     |       |                      | 1924-     | Ångfartyg       | 3120    | Krigsförlist. |
| Utö      |       |                      | 1925-     | Ångfartyg       | 2440    | |
| Ingarö   | 1916  | Greenock&Grangemouth | 1927-     | Ångfartyg       | 3320    | F.d. Denpark och River Dart. Inköpt 1927. Upphuggen 1929 i Göteborg.                                                                                              |
| Runmarö  | 1912  | W. Gray & Co         | 1929-1958 | Ångfartyg       | 4750    | F.d. Confield. Inköpt 1929. Upphuggen 1958 i Ystad. |
| Dalarö   |       |                      | 1930-     | Ångfartyg       | 6200    | Krigsförlist. |
| Björkö   |       |                      | 1933-     | Ångfartyg       | 3750    | |
| Värmdö   |       |                      | 1934-     | Ångfartyg       | 4800    | Krigsförlist. |
| Sandö    |       |                      | 1935-     | Ångfartyg       | 2230    | Krigsförlist. |
| Torö     |       |                      | 1936-     | Ångfartyg       |         | Krigsförlist. |
| Granö    |       |                      | 1936-     | Ångfartyg       |         | |
| Ljusterö |       |                      | 1936-     | Ångfartyg       |         | |
| Tynningö |       |                      | 1938-     | Ångfartyg       | 7700    | Krigsförlist. |
| Rådmansö | 1914  | J.L. Thompson & Son  | 1938-     | Ångfartyg       | 7700    | F.d. Nordic. Inköpt från Transtalantic 1938. Upphuggen 1958 i Ystad.                                                                                              |
| Korsö    |       |                      | 1939-     | Ångfartyg       | 4650    | |
| Eknö     |       |                      |           | Ångfartyg       |         | |
| Lidingö  |       |                      |           | Ångfartyg       |         | |
| Nämndö   |       |                      |           | Ångfartyg       |         | |
| Fogdö    |       |                      |           | Ångfartyg       |         | |
| Vindö    |       |                      |           | Ångfartyg       |         | |
| Edö      |       |                      |           | Ångfartyg       |         | |
| Muskö    |       |                      |           | Ångfartyg       | 4300    | |
| Skarpö   |       |                      |           | Ångfartyg       | 4300    | |
| Rånö     | 1947  | Oskarshamn           | 1947-1965 | Ångfartyg       | 2990    | Upphuggen 1965 i Hamburg efter kollision. |
| Harö     |       |                      |           | Ångfartyg       | 2900    | |
| Lovö     |       | Ekensbergs varv      | ?-1950    | Tankmotorfartyg | 1730    | Såld 1950. |
| Högmarsö | 1920  | W. Doxford & Son     | 1948-1957 | Ångfartyg       | 9390    | F.d. Sydland. Inköpt 1948 från Rederi AB Tirfing. Såld 1957 till Bermuda. Upphuggen 1958 i Rotterdam.                                                             |
| Tyresö   |       |                      |           | Ångfartyg       |         | |
| Bullerö  | 1939  | Kalmar               | 1950-1964 | Lastmotorfartyg | 8850    | F.d. Hemland. Inköpt 1950 från Rederi AB Tirfing. Såld 1964 till Grekland. Upphuggen 1971 i Taiwan.                                                               |
| Siarö    | 1953  | Rickmers Werft       | 1953-1958 | Lastmotorfartyg | 4736    | Såld 1958 till Belgien. Upphuggen 1980 i Taiwan. |
| Lagnö    | 1953  | Oskarshamn           | 1953-1962 | Lastmotorfartyg | 3630    | Såld 1962 till Norge. Upphuggen 1982 i Grekland. |
| Adelsö   | 1936  | W. Doxfords          | 1954-1964 | Lastmotorfartyg | 9160    | Såld 1964 till Grekland. Upphuggen 1979 i Spanien. |
| Vettersö | 1938  | Götaverken           | 1954-1967 | Motortanker     | 12590   | Övergick 1967 till Saléns då Rex köps upp. F.d. W.R. Lundgren. Inköpt 1954. Ombyggd 1955 till malmtanker. Såld 1969 till Liechtenstein. Upphuggen 1969 i Italien. |
| Hasselö  | 1939  | Götaverken           | 1955-1967 | Motortanker     | 11685   | F.d. Nike. Inköpt 1955. Ombyggd 1955 till malmtanker. Såld 1967 till Göteborg.                                                                                    |
| Björnö   | 1955  | Howaltdswerke        | 1955-1967 | Lastmotorfartyg | 9534    | Övergick 1967 till Saléns då Rex köps upp. Upphuggen 1973 efter haveri.                                                                                           |
| Saltarö  | 1936  | W. Gray & Co         | 1955-1956 | Ångfartyg       | 7600    | F.d. Tordene och Polyana. Inköpt 1955. Förlist 1956 och blev vrak.                                                                                                |
| Biskopsö | 1956  | Kockums              | 1956-1967 | Motortanker     | 19300   | Övergick 1967 till Saléns då Rex köps upp. Upphuggen 1984 i Sydkorea.                                                                                             |
| Lindö    | 1957  | Howaltdswerke        | 1957-1967 | Lastmotorfartyg | 5540    | Övergick 1967 till Saléns då Rex köps upp. Upphuggen 1979 i Spanien.                                                                                              |
| Tosterö  | 1939  | Odense               | 1957-1966 | Motortanker     | 13950   | F.d. Inge Maersk. Ombyggd till malmtanker. Upphuggen 1966 i Spanien.                                                                                              |
| Rindö    | 1960  | Howaltdswerke        | 1960-?    | Motortanker     | 7072    | Såld 19? till Norge. Upphuggen 1978 i Brasilien. |
| Vendelsö | 1960  | Misubishi Nippon     | 1960-1967 | Motortanker     | 38940   | Övergick 1967 till Saléns då Rex köps upp. |
| Husarö   | 1961  | Oskarshamn           | 1961-1967 | Motortanker     | 9378    | Övergick 1967 till Saléns då Rex köps upp. Upphuggen 1991 i Bangladesh.                                                                                           |
| Foglarö  | 1944  | Götaverken           | 1962-1967 | Motortanker     | 12100   | F.d. Rautas. Inköpt 1962. Övergick 1967 till Saléns då Rex köps upp. Upphuggen 1977 i England.                                                                    |
| Singö    | 1962  | Howaltdswerke        | 1962-1967 | Motortanker     | 7176    | Övergick 1967 till Saléns då Rex köps upp. Upphuggen 1986 i Grekland.                                                                                             |
| Segerö   | 1962  | Oskarshamn           | 1962-1967 | Lastmotorfartyg | 10337   | Övergick 1967 till Saléns då Rex köps upp. Upphuggen 1985 i Brasilien.                                                                                            |
| Ledarö   | 1955  | Götaverken           | 1964-1967 | Motortanker     | 12360   | Övergick 1967 till Saléns då Rex köps upp. Upphuggen 1985 i Portugal.                                                                                             |